# 2086 Newell
2086 Newell је астероид главног астероидног појаса чија средња удаљеност од Сунца износи 2,401 астрономских јединица (АЈ).
Апсолутна магнитуда астероида је 12,4.